# Чорнопотоцький заказник
Чорнопото́цький заказник — карстово-спелеологічний заказник загальнодержавного значення в Україні. Розташований на південно-східній околиці села Погорілівки Заставнівського району Чернівецькій області. 
Площа заказника 49 га. Статус надано 1994 року. Перебуває у віданні: Погорілівська сільська рада, Юрковецька сільська рада, Боянчуцька сільська рада. 
Заказник створено з метою збереження і відтворення цінних природних комплексів, генофонду рослинного і тваринного світу. 
Заповідна територія простягається вздовж долини річки Юрківці (Чорного Потоку) з південного заходу на північний схід. На правому схилі долини є чимало печер (деякі завдовжки понад 1 км) з декількома стадіями розвитку карстового процесу. Тут вода зі ставків самовільно скидається у карстові галереї колишнього підземного русла Чорного Потоку.